# (38501) 1999 TN170
1999 TN170 (asteroide 38501) é um asteroide da cintura principal. Possui uma excentricidade de 0.09965940 e uma inclinação de 0.53199º.
Este asteroide foi descoberto no dia 10 de outubro de 1999 por LINEAR em Socorro.